# Ashley (film)
Pour les articles homonymes, voir Ashley.
Pour plus de détails, voir Fiche technique et Distribution.
Ashley est un film américain réalisé par Dean Matthew Ronalds, sorti en 2013. 
Le titre original du script était Sprawl.

## Fiche technique
- Titre : Ashley
- Réalisation : Dean Matthew Ronalds
- Scénario : Domenic Migliore
- Producteur :
- Musique :
- Langue d'origine : Anglais américain
- Pays d'origine : États-Unis
- Genre : Drame
- Durée : 93 minutes
- Date de sortie :
  -  États-Unis : 9 août 2013

## Distribution
- Nicole Fox : Ashley Collins
- Nicole Buehrer : Candice
- Jennifer Bini Taylor : Stacy Collins
- Michael Madsen : Bill
- Holly Taylor : Ashley jeune
- Tom Malloy : Vincent
- Danielle Morrow : Vickey
- Brennan Murray : Chico
- Ilea Matthews : Laura
- Mallory Moye : la fille rousse
- Hagen Mills : Steve
- Luke Eberl : Randall
- Lauren C. Mayhew : docteur Hall
- Sarah Schreiber : Clair
- Deanna Moore : Carly
- Madi Goff : Tracey
- Sara Lassner : Wanda
- Olivia Rose Keegan : Gabby
- Bill Lippincott : Michael Collins
- Jennifer Alexis McPherson : la jeune mère
- Mary Mackey : Glenda
- Reid Cox : Summer
- Anne Elisabeth : Sammy
- Alex Arleo : James
- Danielle DiLorenzo : madame Philips
- August Emerson : Phil
- Kevin Berman : l'employé du train
- Tawny Amber Young : patron du restaurant
- Frank Scozzari : Restaurant Patron
- Michael S. Brown : l'homme d'affaires
- Yasaman Boroman : un patient
- Domenic Migliore : un patient
- Steven Buchanan : l'hôtesse de l'hôpital
- Robert T. Barrett : le convive
- LeJon : l'usager du train
- Brendan Norman : patron du restaurant
- G. Larry Butler : le prêtre
- Haily Helton : la fille de la gare
- Alistair McKenzie : Maitre'd
- Nicholas Longo : patron du restaurant